# Fassonschnitt
Der Fassonschnitt (auch Façonschnitt) ist eine klassische Kurzhaarfrisur für Herren und Basis für zahlreiche Damen- und Herrenschnitte.

## Beschreibung
Das Deckhaar ist länger gehalten als die Haare im Nacken und an den Seiten. Der Übergang erfolgt oft kontinuierlich, womit der Schnitt auch Stufenschnitt genannt wird, und endet am Haaransatz (Kontur), worauf die Bezeichnung Konturenschnitt hinweist. Alle Begriffe werden synonym verwendet. Eine bestimmte Haarlänge ist nicht vorgegeben, jedenfalls aber endet die Frisur an den Konturen. Der Schnitt wird zumeist mit der Schere hergestellt, Nacken und Seiten können aber auch anrasiert werden.

## Styling
Neben der Haarlänge am Oberkopf bieten sich diesbezügliche Möglichkeiten besonders in der Ausführung der Stirnpartie.